# Grande fresque de la gare de Lyon
La grande fresque de la gare de Lyon est une longue peinture murale de Jean-Baptiste Olive (1900) et de l'atelier Genovesio (1980) à la gare de Lyon à Paris, en France, représentant certaines des villes accessibles depuis cette gare grâce à la ligne Paris-Menton et au réseau PLM.

## Localisation

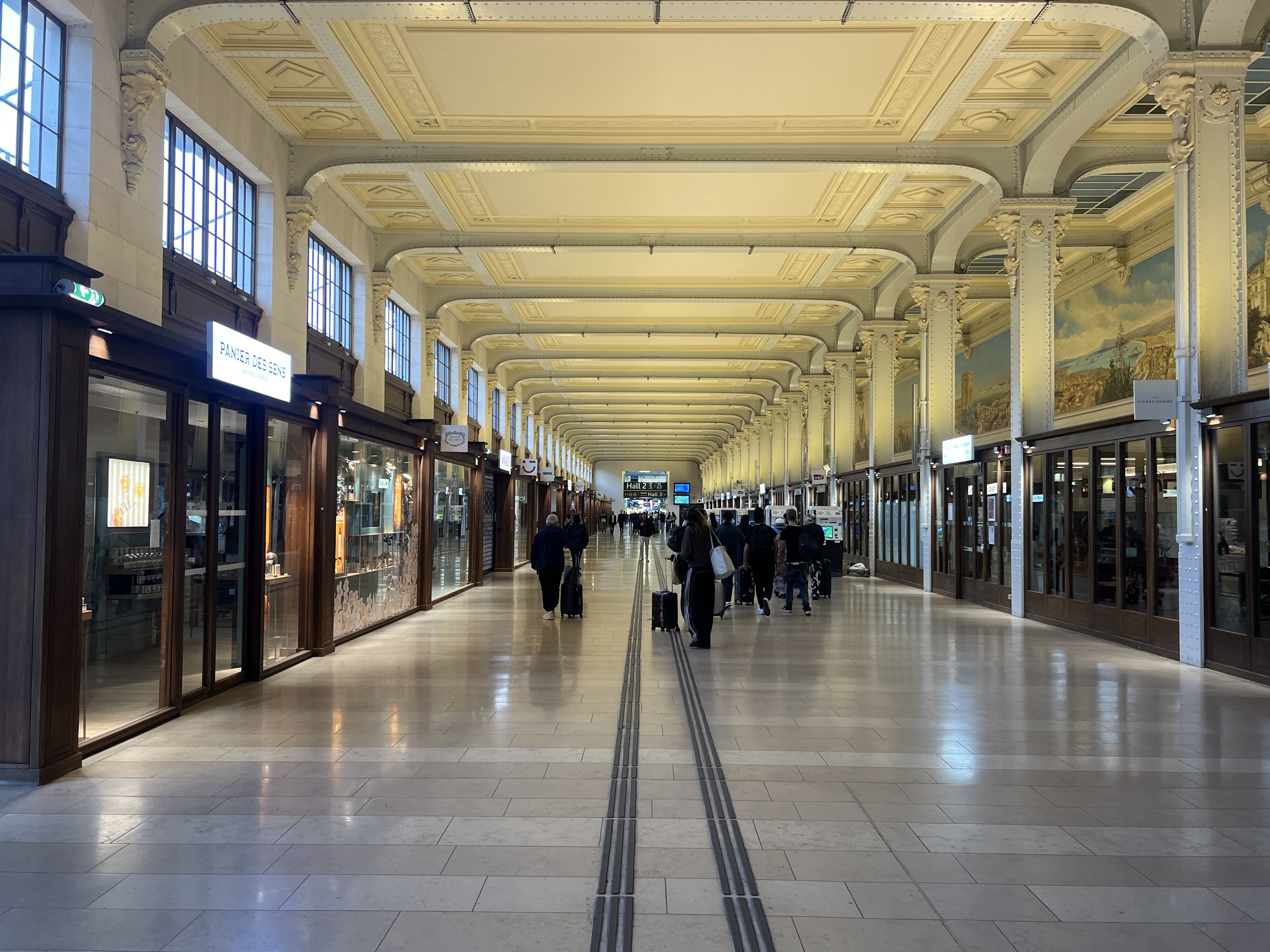
Salle des guichets, dont l'un des murs (à droite sur cette photo) est occupé dans sa partie supérieure par la fresque.

L'œuvre est située dans la salle des guichets, au niveau 0 de la gare de Lyon, dans le 12e arrondissement de Paris. Cette salle, dite aussi « salle des fresques », « galerie des fresques » ou encore « salle des pas perdus », est une galerie d'une centaine de mètres de long.
Cette galerie est bordée de part et d'autre par des boutiques (de titres de transports, de restauration rapide, de cadeaux, etc.) et par le salon grands voyageurs, qui séparent la galerie, d'un côté, des voies du hall 1, et de l'autre côté, d'une rue piétonne parallèle à la rue de Chalon.
La fresque décore toute la longueur du mur surplombant les boutiques côté gare. En face, côté rue, les boutiques sont surmontées de grandes verrières permettant d'éclairer les peintures par la lumière du jour.

## Historique

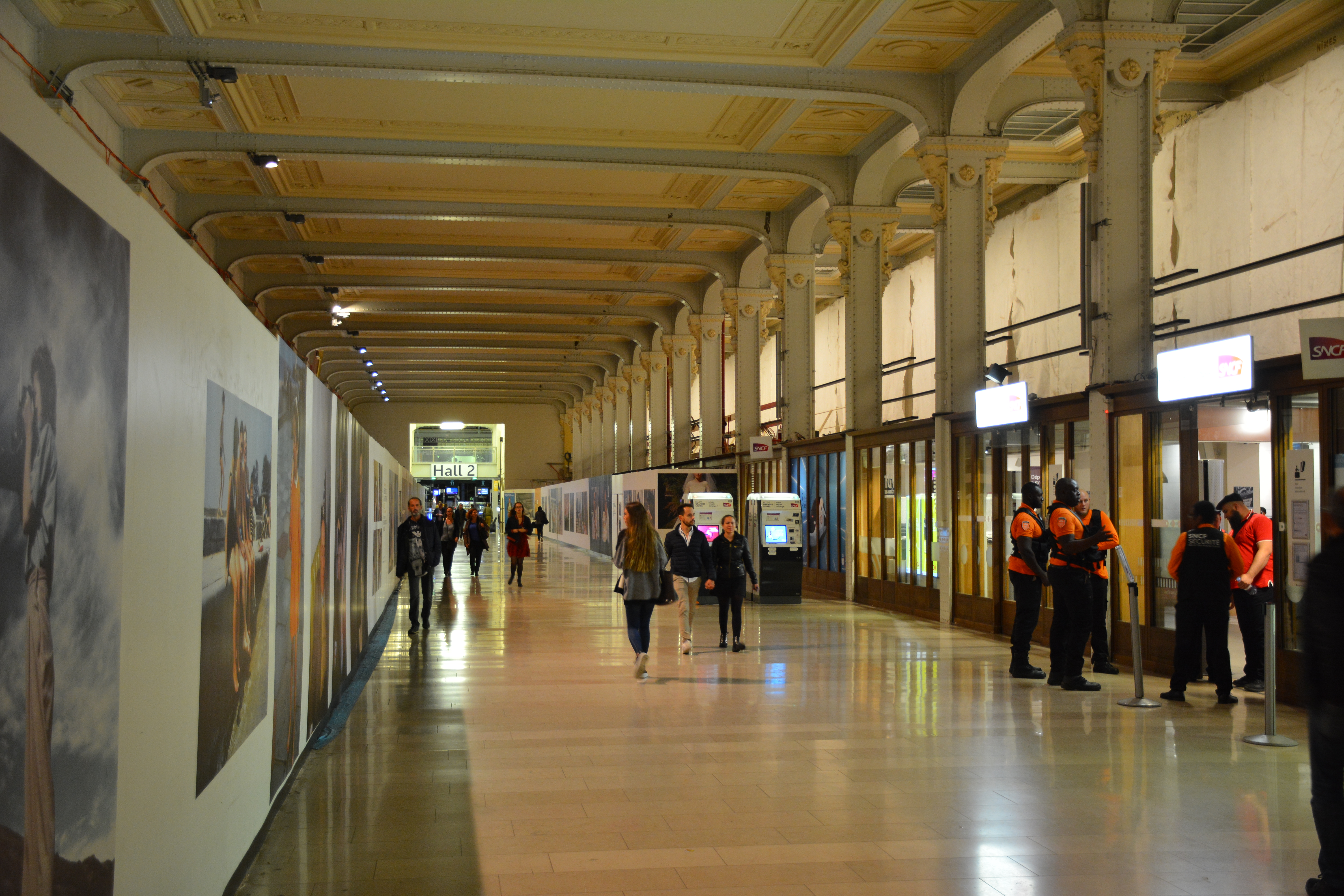
Salle des guichets en 2019, pendant la rénovation des fresques.

La peinture murale est conçue lors de la rénovation de la gare en 1900 par la Compagnie des chemins de fer de Paris à Lyon et à la Méditerranée (généralement abrégée en « Paris-Lyon-Méditerranée », ou simplement PLM). Elle occupe toute la longueur de la salle des pas-perdus et met alors en valeur les principales destinations desservies par le PLM. Sa réalisation est confiée au peintre Jean-Baptiste Olive, originaire de Marseille et spécialisé dans les peintures de paysage et de marine de la région méditerranéenne. La commande inclut aussi deux tableaux, représentant Saint-Honorat et le Vieux-Port de Marseille, pour décorer la Salle dorée du buffet de la même gare, appelé aujourd'hui Le Train bleu.
Dans les années 1980, les guichets de vente ayant été allongés, la création de onze nouvelles images, ainsi que la rénovation des anciennes, sont confiées aux ateliers Genovesio, spécialiste en restauration de tableaux anciens et peintures murales. Les peintures sont réalisées par l'artiste-peintre Jean-Paul Letellier, entre avril 1980 et mars 1981, le choix des villes peintes étant fait par la SNCF.
La salle des fresques est inscrite au titre des monuments historiques par arrêté du 28 décembre 1984.
Les fresques font l'objet de travaux de restauration entre 2014 et le 30 juin 2021.

## Description

### Généralités

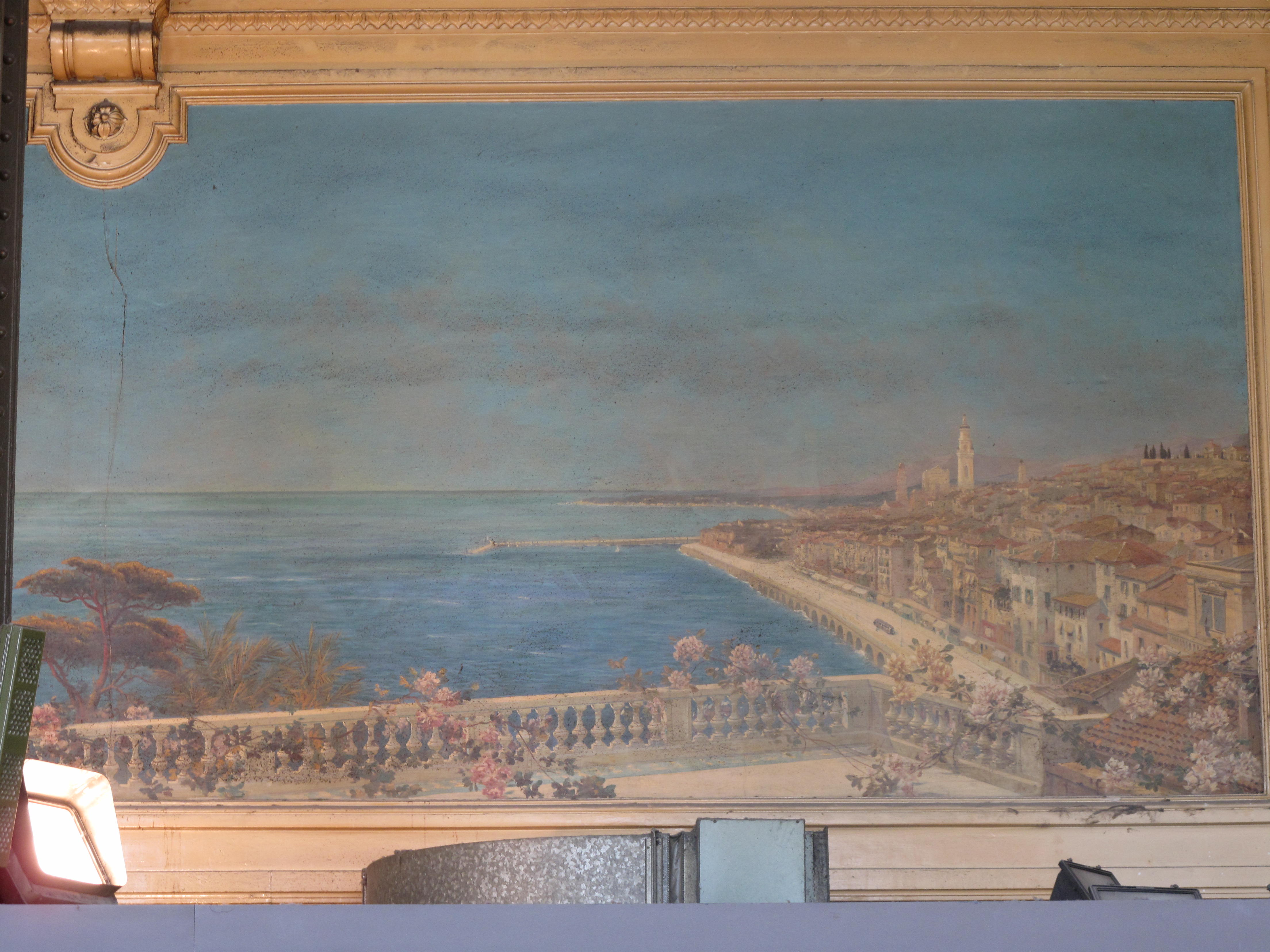
Menton, terminus des lignes du PLM et dernière ville représentée sur la fresque.

Longue de près d'une centaine de mètres, cette œuvre n'est techniquement pas une fresque, puisqu'il s’agit de peintures à l'huile sur toiles marouflées, mais le nom est traditionnel.
La peinture représente, de façon continue, les principales destinations accessibles en train à partir de la gare : en débutant à gauche à Paris, la distance augmente en se dirigeant vers la droite, la dernière ville étant Menton, à la frontière avec l'Italie. La transition entre chaque ville est ainsi décrite par l'écrivain Jacques Réda : « Avignon, Nîmes, Montpellier, Marseille, Toulon, Nice, Monte-Carlo et Menton ne forment plus alors qu'une seule tendre et vibrante modulation de lumière, où s'harmonisent les décors naturels et les perspectives urbaines ».
Les villes sont représentées avec des éléments géographiques et architecturaux caractéristiques (églises, châteaux, etc.) ; leur nom est indiqué à intervalles réguliers au-dessus de la peinture, sous le plafond. La fresque restitue le tourisme urbain de luxe qui se développe à la fin du XIXe siècle en France, particulièrement à destination de la Côte d'Azur.
Au bout de la salle, du côté de Menton, sur le mur perpendiculaire à la fresque, sont situés deux panneaux de même style. Ils représentent Venise, en Italie : la lagune, une gondole et l'île de San Giorgio Maggiore sur le panneau de gauche, le palais des Doges et la place Saint-Marc sur le panneau de droite.
Les peintures de 1900 ne représentent que le tronçon Lyon-Menton. Quoique réalisées plus tard, les peintures de 1980 sont ajoutées à gauche des peintures préexistantes, pour respecter l'ordre géographique logique, car elles représentent le tronçon Paris-Lyon. Anachroniques, elles contiennent des voitures et des personnages contemporains.
Les fresques représentent certaines villes qui en réalité n'ont pas de gare sur la ligne Paris-Menton, mais sont tout de même desservies par des lignes secondaires du réseau PLM : 
- sur la fresque de 1980 (Paris-Lyon) : Auxerre, Vézelay, Semur-en-Auxois, Autun et Paray-le-Monial ;
- sur la fresque de 1900 (Lyon-Menton) : Nîmes et Montpellier.

Au contraire, d'autres villes desservies par la ligne Paris-Menton ne sont pas représentées :
- sur la fresque de 1980 (Paris-Lyon) : Sens, Montbard, Chalon-sur-Saône, Mâcon, Villefranche-sur-Saône
- sur la fresque de 1900 (Lyon-Menton) : Vienne, Valence, Montélimar, Orange, Arles.

### Villes représentées
De gauche à droite, la fresque représente les villes et monuments suivants :
| \| Carte de la France Paris Lyon Menton \| Emplacement des villes représentées sur la fresque : - Villes desservies par la ligne Paris-Menton - Villes desservies par des lignes secondaires du réseau PLM |
| Paris Lyon Menton |

| Ville                              | Département ou pays          | Monuments | Photo                        |
| Fresque de 1980 (Paris-Lyon)       | Fresque de 1980 (Paris-Lyon) | Fresque de 1980 (Paris-Lyon) | Fresque de 1980 (Paris-Lyon) |
| ---------------------------------- | ---------------------------- | --- | ---------------------------- |
| Paris                              | Paris                        | - Tour Eiffel,, Champ-de-Mars, École militaire - Jardins des Champs-Élysées, Concorde, Tuileries, Louvre - Cathédrale Notre-Dame et Tour Saint-Jacques - premier plan : sommet de la montagne Sainte-Geneviève avec le Panthéon, et sa place, bordée par l'École de droit et la bibliothèque Sainte-Geneviève - arrière-plan : butte Montmartre avec à son sommet le Sacré-Cœur |                              |
| Fontainebleau                      | Seine-et-Marne               | - Château de Fontainebleau, |                              |
|                                    | ?                            | - Chaos de grès |                              |
| Auxerre                            | Yonne                        | - Cathédrale Saint-Étienne - Église Saint-Pierre |                              |
| Vézelay                            | Yonne                        | - Basilique Sainte-Madeleine, |                              |
|                                    | Saône-et-Loire ou Côte-d'Or  | - Château de Mâlain ou de Brancion ou de Sigy |                              |
| Semur-en-Auxois                    | Côte-d'Or                    | - Canal de Bourgogne - Remparts et donjon (d) (tour de la Géhenne) |                              |
|                                    | Côte-d'Or                    | - Alésia |                              |
| Dijon                              | Côte-d'Or                    | - Cathédrale Saint-Bénigne, |                              |
| Beaune                             | Côte-d'Or                    | - Hospices de Beaune, |                              |
|                                    | Côte-d'Or                    | - Château de La Rochepot |                              |
| Autun                              | Saône-et-Loire               | - Cathédrale Saint-Lazare, - Porte d'Arroux |                              |
|                                    | Saône-et-Loire               | - Rochers du Carnaval (d) (parc du Morvan) |                              |
| Tournus                            | Saône-et-Loire               | - Abbaye Saint-Philibert, |                              |
|                                    | Saône-et-Loire               | - Roche de Solutré |                              |
| Cluny                              | Saône-et-Loire               | - Abbaye de Cluny, |                              |
| Paray-le-Monial                    | Saône-et-Loire               | - Basilique du Sacré-Cœur, |                              |
| Fresque de 1900 (Lyon-Menton)      |                              | |                              |
| Lyon                               | Rhône                        | - Basilique Notre-Dame de Fourvière |                              |
| Avignon                            | Vaucluse                     | - Remparts d'Avignon - Pont Saint-Bénézet - Palais des papes et cathédrale Notre-Dame-des-Doms - Entrée du fort Saint-André |                              |
| Nîmes                              | Gard                         | - Arènes de Nîmes - Tour Magne |                              |
| Montpellier                        | Hérault                      | - Aqueduc Saint-Clément - Château d'eau du Peyrou (d) - Promenade du Peyrou |                              |
| Marseille                          | Bouches-du-Rhône             | - Palais du Pharo - Vieux-Port - Fort Saint-Nicolas - Fort Saint-Jean, église Saint-Laurent - Cathédrale Sainte-Marie-Majeure - Basilique Notre-Dame-de-la-Garde |                              |
| Toulon                             | Var                          | - Rade de Toulon |                              |
| Nice                               | Alpes-Maritimes              | Vue depuis la colline du château : - Baie des Anges bordée par la promenade des Anglais et sa jetée-promenade détruite en 1944 - Tour Saint-François |                              |
| Monte-Carlo (Monaco)               | Monaco                       | - Casino de Monte-Carlo et sa terrasse, avec son kiosque à musique aujourd'hui disparu |                              |
| Menton                             | Alpes-Maritimes              | Vue depuis un belvédère déjà représenté avec sa balustrade caractéristique sur une affiche d'Hugo d'Alesi en 1898 : - Basilique Saint-Michel |                              |
| Venise (sur deux panneaux annexes) | Italie                       | Gauche : - Lagune de Venise avec une gondole - Île de San Giorgio Maggiore Droite : - Palais des Doges - Place Saint-Marc |                              |